# آیوینگو
آیوینگو (به انگلیسی: Ivinghoe) یک روستا و محله مدنی در بریتانیا است که در الزبری ول واقع شده‌است. آیوینگو ۹۶۵ نفر جمعیت دارد.